# Сота
Сота е река в северен Бенин, приток на Нигер, течаща през териториите на департаментите Боргу и Алибори. Дължината на реката е около 250 километра и има водосборен басейн 15 000 км². Сота извира близо до град Ндали в департамента Боргу, тече на север-североизток и при град Маланвил се влива в Нигер.